# Silberwarenfabrik Peter Bruckmann & Söhne

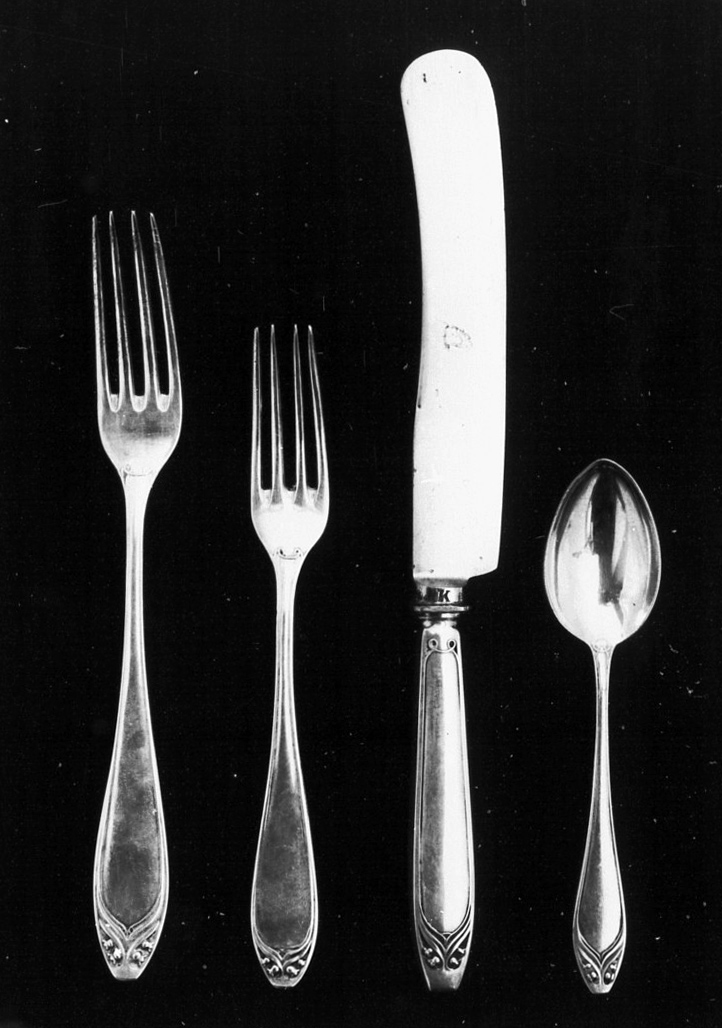
Bruckmann-Besteck im Kunstgewerbemuseum in Köln, ca. 1910

Die Silberwarenfabrik Peter Bruckmann & Söhne  war eine 1805 gegründete Fabrik zur Silberwarenproduktion in Heilbronn. Die kunstvollen Produkte des Unternehmens, vor allem Tafelgeschirr und Essbesteck, begründeten einen weit über Heilbronn hinausreichenden Ruf des über vier Generationen in Familienbesitz befindlichen Unternehmens. Peter Bruckmann, ein Enkel des Gründers und von 1887 bis 1923 Mitinhaber des Unternehmens, war Vorsitzender des Deutschen Werkbundes. Im frühen 20. Jahrhundert arbeiteten sehr bedeutende Künstler und Architekten des Jugendstils, wie Hans Christiansen, Peter Behrens, Josef Hoffmann, Joseph Maria Olbrich oder Richard Riemerschmid für Bruckmann. Weitere bekannte Künstler dieser Epoche, die für diese Heilbronner Silberwarenfabrik tätig waren, sind u. a. Wolfgang von Wersin, Hugo Cauer, Wilhelm von Eiff, Rudolf Rochga, Fritz Schmoll, Paul Haustein, Otto Prutscher, Otto Rieth, Paula Straus, Adolph Amberg, Karl Groß, Emil Lettré, der langjährige Leiter des Firmenatelieres Josef Maria Lock oder dessen Lebenspartnerin Hélène Brandt. Der bedeutende deutsche Industriedesigner Heinrich Löffelhardt absolvierte in den Zwanziger Jahren seine Lehre bei Bruckmann und wurde danach mit einem Stipendium von Peter Bruckmann gefördert.

## Geschichte
Die Silberwarenfabrik wurde von Georg Peter Bruckmann (1778–1850) im Jahr 1805 am Marktplatz in Heilbronn als Nachfolgebetrieb der Silberschmiede seines Vaters Johann Dietrich Bruckmann (1736–1807) begründet und 1809 in die Allerheiligenstraße Nr. 19 verlegt. Zu den frühen Produkten zählten vor allem silberne Patentlöffel, Pfeifenköpfe, Schuhschnallen und Sporen. 1810 kamen bei Bruckmann erstmals in Deutschland selbst gefertigte Stahlstempel zur Prägung der Silberwaren zum Einsatz. Die Produkte des Unternehmens wurden auf den Messen in Frankfurt und Leipzig ausgestellt und dadurch bald überregional bekannt. Die künstlerische Leitung des Unternehmens hatte von 1819 bis 1821 der spätere Akademieprofessor Conrad Weitbrecht. In dieser Zeit wurde 1820 die erste größere Silberwarenpresse bei Bruckmann installiert. Das Unternehmen war bis 1830 der einzige Edelmetalle verarbeitende Betrieb in Heilbronn, der die Bezeichnung Fabrik tragen durfte. Ab 1839 kamen bei Bruckmann metallverarbeitende Maschinen von Alfred Krupp zum Einsatz. Zur Ausbildung eines fachkundigen Nachwuchses stiftete Gründer Georg Peter Bruckmann im Jahr 1842 den Betrag von 10.000 Gulden zur Gründung einer Modellier- und Zeichenschule in Heilbronn. Der Gründer setzte sich außerdem für die Standardisierung von Metalllegierungen nach französischem und englischem Modell sowie für die Schaffung eines Gesetzes zum Schutz von Mustern und Modellen ein.

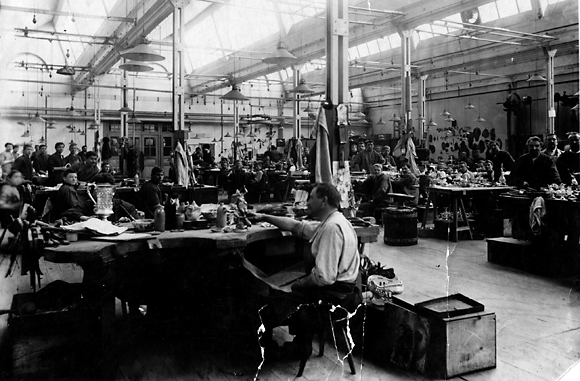
Blick in die Bruckmann-Fabrikhalle um 1900

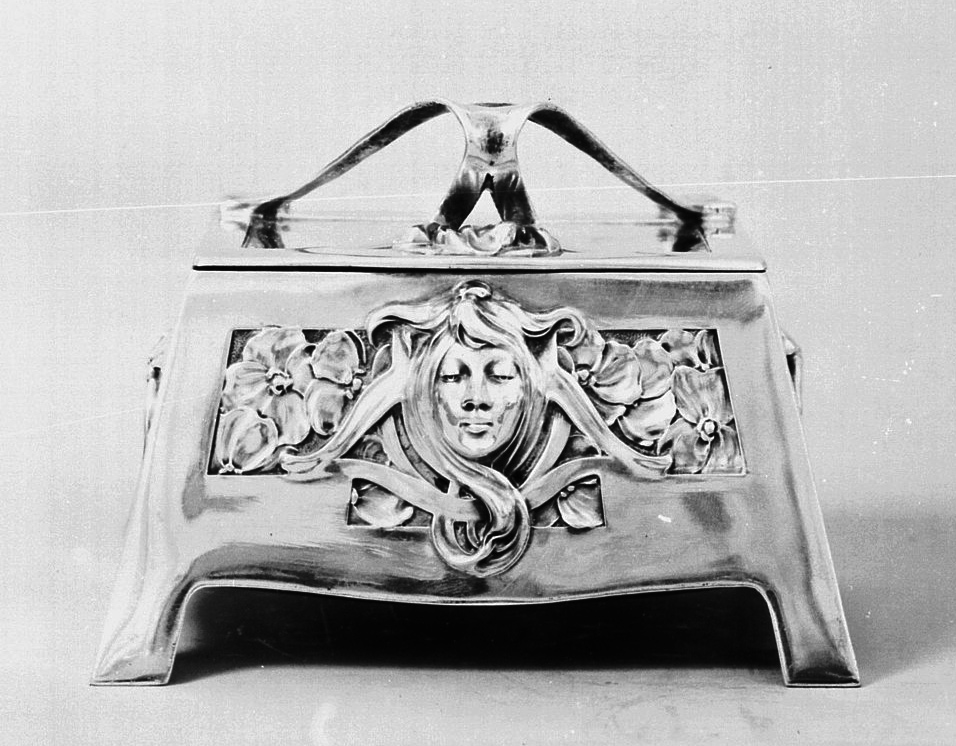
Bruckmann-Silberdose im Kunstgewerbemuseum in Köln um 1900

Nach dem Tod des Gründers führte zunächst dessen Witwe mit dem Sohn Wolfgang Peter Bruckmann (1818–1891), der bei Clavel in Genf zum Gold- und Silberschmied ausgebildet worden war, die Geschäfte fort. 1851 trat auch ein jüngerer Sohn des Gründers, Ernst Dietrich Bruckmann (1829–1870), in das Unternehmen ein. Ernst Dietrich hatte eine landwirtschaftliche Ausbildung genossen und längere Zeit in Nordamerika als Siedler verbracht. Er war nicht zum Eintritt in das elterliche Unternehmen vorgesehen gewesen, doch die Mutter wusste seine in Nordamerika gewonnene Lebenserfahrung zu schätzen. Im väterlichen Betrieb bemühte er sich vor allem um die Verbesserung der Fabrikationsanlagen und um die Konzentration der Produktion auf so genannte Alfénide-Bestecke. Nach seinem frühen Tod übernahm seine Witwe Pauline geb. Braun, die später den Reichstagsabgeordneten Georg Härle heiratete, gemeinsam mit dem Schwager Wolfgang Peter Bruckmann die Geschäftsführung. 1887 trat Ernst Dietrich Bruckmanns Sohn Peter Bruckmann (1865–1937) in die Geschäftsführung ein, zwei Jahre später sein Bruder Ernst. Unter dieser Unternehmergeneration erlebte die Fabrik ihre Blüte. Die Brüder konnten den Betrieb stetig vergrößern, so dass 1898 ein Neubau in der Lerchenstraße in Heilbronn bezogen werden musste, in dem 700 Menschen beschäftigt waren. Der Schwerpunkt der Produktion lag auf echtsilbernen Tafelgeräten und Bestecken sowie auf versilbertem Besteck. Die Anlage in der Lerchenstraße wurde als größte und modernste deutsche Silberwarenfabrik bezeichnet.
1907 unterzeichnete Peter Bruckmann & Söhne den Gründungsaufruf des Deutschen Werkbundes.
Nach 1923 ging das Unternehmen auf die vierte Familiengeneration über. Beim Luftangriff auf Heilbronn am 4. Dezember 1944 sowie bei den Kämpfen um Heilbronn im April 1945 wurde das Werk fast vollständig zerstört. Unter selbstlosem Einsatz der Belegschaft konnte jedoch am selben Platz wieder eine Produktionsanlage errichtet werden, die (teils unter freiem Himmel produzierend) bereits im September 1945 wieder die ersten Bestecke erzeugte. Binnen eines Jahres wurden erneut 500 Menschen beschäftigt.
Unter Peter Bruckmanns Sohn Dietrich Bruckmann (1896–1967), Besitzer seit 1937, gelang nach dem Zweiten Weltkrieg wieder der Anschluss an konkurrierende Unternehmen, die keine kriegsbedingten Zerstörungen zu erleiden gehabt hatten. Dietrich Bruckmann wurde 1955 für seine Aufbauleistung als erster Heilbronner Bürger mit dem Großen Bundesverdienstkreuz ausgezeichnet.
Nach Dietrich Bruckmanns Tod wurde das Unternehmen 1968 an die niederländische Gerofabriek NV verkauft, die den Sitz 1970 nach Neckarsulm verlegte, Belegschaft abbaute und bereits im Jahr 1973 Konkurs anmeldete.
Nach dem Konkurs wurden Bestecke wie z. B. Empire und Rokoko von der Silbermanufaktur Gebrüder Reiner (Krumbach) übernommen und in deren Programm integriert.

## Fortdauerndes
- Auf dem Gelände der Fabrik an der Lerchenstraße befindet sich heute das Landratsamt des Landkreises Heilbronn.
- Direkt daneben verläuft die Bruckmannstraße.
- Eine neu gegründete Gewerbeschule des Landkreises in Heilbronn wurde Peter-Bruckmann-Schule genannt. Hiermit wird sein Einsatz als Pionier für eine gute berufliche Ausbildung geehrt.
- In Heilbronn befindet sich eine Peter-Bruckmann-Brücke. Sie führt über den Neckar.